# Saison 1 de Game Shakers
Chronologie
Saison 2
Cet article présente les épisodes de la première saison de la série télévisée américaine Game Shakers diffusée du 12 septembre 2015 au 21 mai 2016 sur Nickelodeon.
En France, la première saison est diffusée du 2 février 2016 au 16 novembre 2016 sur Nickelodeon Teen puis rediffusée sur Nickelodeon France.

## Distribution

### Acteurs principaux
- Cree Cicchino (VFB : Shérine Seyad) : Babe
- Madisyn Shipman (VFB : Elisa Poisot): Kenzie
- Benjamin Flores Jr. (VFB : Raphaëlle Bruneau) : Triple G
- Thomas Kuc (VFB : Thibaut Delmotte) : Hudson
- Kel Mitchell (VFB : Erwin Grünspan) : Double G

### Acteurs récurrents
- Sheldon Bailey (VFB : Nicolas Matthys) : Ruthless
- Bubba Ganter (VFB : Stany Mannaert) : Bunny
- Regi Davis (VFB : Tony Beck) : Mr. Sammich
- Rachna Khatau : Pam Chowdree

## Épisodes

### Épisode 1 et 2:Sky Whale
Première partie :
- États-Unis : 12 septembre 2015 sur Nickelodeon
- France : 15 février 2016 sur Nickelodeon Teen

Deuxième partie :
- États-Unis : 12 septembre 2015 sur Nickelodeon
- France : 16 février 2016 sur Nickelodeon Teen

- États-Unis : 1,98 million de téléspectateurs[1] (première diffusion)

- Shel Bailey : Ruthless
- Regi Davis : Mr. Sammich
- Ray Ford : Becker
- Bubba Ganter : Bunny

### Épisode 3:Un blouson de perdu, dix pigeons de retrouvés
- États-Unis : 19 septembre 2015 sur Nickelodeon
- France : 18 février 2016 sur Nickelodeon Teen

- États-Unis : 1,94 million de téléspectateurs[2] (première diffusion)

- Shel Bailey : Ruthless
- Bubba Ganter : Bunny

### Épisode 4:Crado-blob
- États-Unis : 26 septembre 2015 sur Nickelodeon
- France : 19 février 2016 sur Nickelodeon Teen

- États-Unis : 1,81 million de téléspectateurs[3] (première diffusion)

- Shel Bailey : Ruthless
- Bubba Ganter : Bunny
- Regi Davis : Mr. Sammich

### Épisode 5:MeGo le robot barjot
- États-Unis : 3 octobre 2015 sur Nickelodeon
- France : 22 février 2016 sur Nickelodeon Teen

- États-Unis : 1,44 million de téléspectateurs[4] (première diffusion)

### Épisode 6:Petits Cornichons
- États-Unis : 10 octobre 2015 sur Nickelodeon
- France : 17 février 2016 sur Nickelodeon Teen

- États-Unis : 1,60 million de téléspectateurs[5] (première diffusion)

- Yvette Nicole Brown : Helen
- Shel Bailey : Ruthless
- Matt Bennett : lui-même
- Regi Davis : Mr. Sammich
- Bubba Ganter : Bunny

### Épisode 7:Flippera bien qui flippera le dernier
- États-Unis : 24 octobre 2015 sur Nickelodeon
- France : 24 février 2016 sur Nickelodeon Teen

- États-Unis : 1,67 million de téléspectateurs[6] (première diffusion)

### Épisode 8:Trip vole le Jet
- États-Unis : 7 novembre 2015 sur Nickelodeon
- France : 23 février 2016 sur Nickelodeon Teen

- États-Unis : 1,63 million de téléspectateurs[7] (première diffusion)

- Shel Bailey : Ruthless
- Bubba Ganter : Bunny
- Jacob Hopkins : Landru
- Jackie Jacobson : Pompay

### Épisode 9:Perdus dans le métro
- États-Unis : 14 novembre 2015 sur Nickelodeon
- France : 25 février 2016 sur Nickelodeon Teen

- États-Unis : 1,31 million de téléspectateurs[8] (première diffusion)

- Shel Bailey : Ruthless
- Bubba Ganter : Bunny
- Eugene Kim : Doug
- Tohoru Masamune : Alan

### Épisode 10:Qui veut gagner un Bunny ?
- États-Unis : 21 novembre 2015 sur Nickelodeon
- France : 29 février 2016 sur Nickelodeon Teen

- États-Unis : 1,66 million de téléspectateurs[9] (première diffusion)

- Stuart Allan : Todd
- Shel Bailey : Ruthless
- Bubba Ganter : Bunny
- Grant Palmer : Nate

### Épisode 11:Le Noël de Rasta Patate
- États-Unis : 28 novembre 2015 sur Nickelodeon
- France : 1er mars 2015 sur Nickelodeon Teen

- États-Unis : 1,60 million de téléspectateurs[10] (première diffusion)

- Shel Bailey : Ruthless
- Brian Dunkleman : Bruce
- Bubba Ganter : Bunny

### Épisode 12:C'est pas de la tarte
- États-Unis : 9 janvier 2016 sur Nickelodeon
- France : 10 mai 2016 sur Nickelodeon Teen

- États-Unis : 1,68 million de téléspectateurs[11] (première diffusion)

- Troy Blendell : Dr Loeb
- Jeremy Rowley : Jerrold
- Patrick Robert-Smith : Officer Manly
- Dana L. Wilson : Officer Rogers

### Épisode 13:Les Trouble-fêtes
- États-Unis : 16 janvier 2016 sur Nickelodeon
- France : 9 mai 2016 sur Nickelodeon Teen

- États-Unis : 1,58 million de téléspectateurs[12] (première diffusion)

- Shel Bailey : Ruthless
- Tanner Buchanan : Mason
- Pam Cook : Mrs. Kendall
- Bubba Ganter : Bunny
- Isabella Blake-Thomas : Peggy

### Épisode 14:Les Girl Power Awards
- États-Unis : 23 janvier 2016 sur Nickelodeon
- France : 13 mai 2016 sur Nickelodeon Teen

- États-Unis : 1,60 million de téléspectateurs[13] (première diffusion)

- Shel Bailey : Ruthless
- Tyler Carney : Tyler
- Kylierae Condon : Abby
- Patrick Faulkner : Stewart
- Bubba Ganter : Bunny
- Eden McCoy : Crystal
- Haley Powell : Jodi

### Épisode 15:Un job pour Jimbo
- États-Unis : 30 janvier 2016 sur Nickelodeon
- France : 12 mai 2016 sur Nickelodeon Teen

- États-Unis : 1,80 million de téléspectateurs[14] (première diffusion)

- Shel Bailey : Ruthless
- Regi Davis : Mr. Sammich
- Bubba Ganter : Bunny
- Justin Giddings : Jimbo
- Indira G. Wilson : Diana DeVane

### Épisode 16:Explosion de requin
- États-Unis : 6 février 2016 sur Nickelodeon
- France : 16 mai 2016 sur Nickelodeon Teen

- États-Unis : 1,54 million de téléspectateurs[15] (première diffusion)

- Shel Bailey : Ruthless
- Bubba Ganter : Bunny
- David L. King : Captain Green
- Amanda Payton : Jackie

### Épisode 17:Sales Chèvres
- États-Unis : 20 février 2016 sur Nickelodeon
- France : 11 mai 2016 sur Nickelodeon Teen

- États-Unis : 1,68 million de téléspectateurs[16] (première diffusion)

- Shel Bailey : Ruthless
- Hilty Bowen : Sophia Sanchez
- Bubba Ganter : Bunny
- Elisha Henig : Lance
- Annie O'Donnell : Nanners

### Épisode 18:La Fausse Maladie de Babe
- États-Unis : 27 février 2016 sur Nickelodeon
- France : 8 novembre 2016 sur Nickelodeon France

- États-Unis : 1,44 million de téléspectateurs[17] (première diffusion)

- Regi Davis : Mr. Sammich
- Bubba Ganter : Bunny
- Anders Westlund : Scott

### Épisode 19:Big Vicious V. Double G
- États-Unis : 5 mars 2016 sur Nickelodeon
- France : 7 novembre 2016 sur Nickelodeon France

- États-Unis : 1,41 million de téléspectateurs[18] (première diffusion)

- Shel Bailey : Ruthless
- Bubba Ganter : Bunny
- Harley Morenstein : Big Vicious
- Darin Toonder : Dr Jenkins

### Épisode 20 et 21:Vengeance au Techfest
Première partie :
- États-Unis : 21 mai 2016 sur Nickelodeon
- France : 15 novembre 2016 sur Nickelodeon France

Deuxième partie :
- États-Unis : 21 mai 2016 sur Nickelodeon
- France : 16 novembre 2016 sur Nickelodeon France

- États-Unis : 1,73 million de téléspectateurs[19] (première diffusion)

- Shel Bailey : Ruthless
- Bubba Ganter : Bunny
- Dan Gauthier : Dr Levitz
- Bob Glouberman : Dr Kotch
- Molly Jackson : Jenna
- Sydney Mikayla : Shelby